# Прескот Буш
Прескот Шелдон Буш (енгл. Prescott Sheldon Bush; рођен 15. маја 1895. у Колумбусу, преминуо 8. октобра 1972. у Њујорку) је био амерички бизнисмен, банкар и сенатор Конектиката од 1952. до јануара 1963. године. Био је отац бившег предсједника САД Џорџа Х. В. Буша и дјед бившег предсједника САД Џорџа В. Буша.

## Дјетињство и младост
Буш се родио у породици Семјуела Прескота Буша и Флоре (Шелдон) Буш. Семјуел Буш је био извршни директор жељезнице, затим предсједник компаније за обраду и производњу челика и, затим, за вријеме Другог свјетског рата, службеник федералне владе САД на функцији координације и помоћи главним снабдјевачима оружја.
Прескот Буш је похађао наставу у школи „Сент Џорџ“ у Њупорту, на Роуд Ајланду, од 1908. до 1913. године. Године 1913. уписао се на Универзитет у Јејлу, гдје су дипломирали и његов дјед, Џејмс Смит Буш, генерација 1844, и његов ујак, Роберт Е. Шелдон, генерација 1904. На Јејлу је 1916. ушао у тајно друштво „Лобања и кости“ (енгл. Scull and Bones), којем су касније припадали и његов син, Џорџ Х. В. Буш, и његов унук, Џорџ В. Буш.

## Војна каријера
Након дипломирања, Буш је служио у америчкој војсци као артиљеријски капетан током Првог свјетског рата од 1917. до 1919. године. Похађао је обавјештајну обуку у Вердуну, у Француској, и накратко је био припојен у особље француских официра. Служећи наизмјенично у артиљерији и обавјештајној служби, Буш је запао у размјену ватре у офанзиви Меза-Аргон. За то вријеме Буш је својој породици у САД слао писма у којима је јављао да је добио медаљу за храброст. Споменута писма су касније објављена у локалним новинама у Колумбусу, а Буш је негирао те тврдње, тврдећи да су његова писма писана „из шале“, не планирајући да касније буду објављивана.

## Пословна каријера
Након отпуштања из војске 1919. године, Прескот Буш је почео да ради за компанију „Симонс хардвер“ у Сент Луису, у Мисурију. Када се са породицом преселио у Колумбус, у Охајо, почео је да ради у компанији Хап мотор, гдје генерално није имао пословног успјеха. Напустио је фирму 1923. да би постао директор продаје у компанији „Стедман продактс“ у јужном Брејнтрију, у Масачусетсу. У овом периоду је живио у Милтону, у Масачусетсу, у улици Адамс бр. 173, када се његов син, Џорџ Х. В. Буш, родио.
Године 1924, Буш је постао потпредсједник компаније „А. Хариман енд компани“. Његов таст, Џорџ Херберт Вокер, такође је радио за ову компанију, као и Е. Роланд Хариман и Најт Вули, Бушове колеге са факултете и садругови из тајног друштва „Лобања и кости“. Седам година касније, он ће постати партнер у компанији „Браун брадерс Хариман енд компани“, која је настала спајањем компанија „А. Хариман енд компани“ и „Браун брадерс енд компани“ (приватна банка основана у Филаделфији, у Пенсилванији, 1818. године).
Године 1925, Буш се преселио у Гринвич, у Конектикату, запосливши се као менаџер у одјељењу за послове са иностранством у компанији „Рабер компани“ из Њујорка.
Прескот Буш је, као и Хариман, био један од власника и директор корпорације „Унион бенкинг“ (енгл. Union Banking Corporation) коју је у октобру 1942. године, 10 мјесеци након напада на Перл Харбор, држава одузела на основу закона о трговини са непријатељем (Њемачком).
Од 1944. до 1956. Буш је био члан Корпорације Јејл, правног лица које је управљало Универзитетом Јејл. Буш је постао један од управника компаније Си-Би-Ес (енгл. CBS), након што га је са Вилијамом С. Пејлијем, предсједавајућим компаније, упознао његов близак пријатељ и колега Вилијам Eјверел Хариман, који је у међувремену радио за Демократску странку на пословима лобирања гласача.

## Политичка каријера
Буш је био политички активан по социјалним питањима. Био је укључен у Америчку лигу за контролу рађања од 1942. године, а радио је и као благајник прве националне кампање планираног родитељства 1947. Био је и рани подржавалац Уједињеног фонда за школовање афроамериканаца, вршећи дужност предсједаваоца огранка те организације у Конектикату 1951. године.
Од 1947. до 1950. године, вршио је дужност финансијског директора Републиканске странке у Конектикату, и 1950. године је био кандидат Републиканске странке за сенат. Извјесни колумниста у Бостону је једном приликом рекао да Буш „постаје познат као Хари Хопкинс предсједника Харија Трумана.“ Међутим, Бушова повезаност са планираним родитељством је шкодила његовој каријери у високо католичком Конектикату, и представљала је основу за црквене кампање његових противника у предизборном периоду; Бушови су порицали ту повезаност, али је Вилијам Бернет Бентон ипак однио побједу са 1000 гласова разлике.
Године 1952. изабран је за сенатора, односећи побједу над Абрахамом Рибикофом и тако заузимајући упражњено мјесто у сенату након смрти Брајана Мекмахоуна. Као вјерни подржавалац предсједника Двајта Д. Ајзенхауера, Буш је био сенатор до јануара 1963. године. Раније, 1952. године, био је поновно изабран за сенатора са 55% гласова, односећи побједу над демократом Томасом Џ. Додом. На поновним изборима 1962. године није се кандидовао. За вријеме свог рада у служби сенатора, био је кључни савезник у изглашавању Ајзенхауеровог Система државних ауто-путева. Током свог мандата, он је подржавао и пројекат подморница типа „Етан Ален“, доношење закона о правима грађана и оснивање Корпуса мира.
Бушова умјерена политика је временом постајала компликованија. У политици се често слагао са њујоршким гувернером Нелсон Рокфелером, али лично није гајио симпатије према њему и поред блиских односа са његовим оцем и породицом Рокфелер. Током предсједничке кампање 1964. године, Буш је осудио Рокфелеров развод од своје прве жене и његов нови брак са 20 година млађом женом са којом је имао аферу још током свог првог брака.
Дана 7. фебруара 2007. године, у епизоди популарне емисије „Дејли шоу“, гост емисије Ралф Нејдер је поменуо како је његова мајка Роуз Нејдер од Буша била добила обећање да ће бити изграђена брана на ријеци близу њиховог дома, тако што није хтјела да му пусти руку док су се упознавали.

## Приватни живот
Буж се оженио са Дороти Вокер 6. августа 1921. године, у Кенебанкпорт, у Мејну. Имали су петоро дјеце: Прескота Буша млађег (1922), Џорџа Х. В. Буша (1924, добио име по Доротином оцу, Џорџу Херберту Вокеру), Ненси Буш (1926), Џонатана Буша (1931) и Вилијама Буша (1938).
Године 1937, Буш је основао Јејл гли клуб, хорско друштво бивших ученика Универзитета у Јејлу. Слиједећи свог таста, Џорџа Херберта Вокера, Буш је био члан Америчког голф удружења, успјешно радећи као секретар, потпредсједник и напокон као предсједник, од 1928. до 1935. године. Био је вишегодишњи шампион голф клуба „Раунд Хил“ у Гринвичу, у Конектикату, и члан комитета којег је основао градоначелник Њујорка Роберт Ф. Вагнер млађи у сврху оснивања клуба „Њујорк метс“.
Буш је био власник двију кућа у Њујорку, на Лонг Ајленду, и у Гринвичу, у Конектикату. Поред тога, посједовао је љетњиковац у Кенебанкпорту, у Мејну, плантажу површине 40 km² у Јужној Каролини и издвојено острво уз обале Конектиката, острво Фишерс.
Умро је од рака плућа, 8. октобра 1972. године, у 77. години живота. Сахрањен је на гробљу у Путнаму, у Гринвичу, Конектикат.

## Чланци
Чланци које је писао Прескот Буш обухватају и сљедеће:
- „Монетарна политика на вријеме“ (енгл. Timely Monetary Policy), часопис „Бенкинг“ енгл. Banking), јун и јул 1955.
- „За очување мира, покажимо Русима колико смо јаки!“ (енгл. To Preserve Peace Let's Show the Russians How Strong We Are!), часопис „Ридерс дајџест“ (енгл. Reader's Digest), јул 1959.
- „Политика је ваш бизнис“ (енгл. Politics Is Your Business), чланак из маја 1960.